# Campionati europei di atletica leggera 1938 - 100 metri piani femminili
I 100 metri piani femminili ai campionati europei di atletica leggera 1938 si sono svolti il 17 settembre 1938.

## Podio
| Oro     | Stanisława Walasiewicz Polonia  |
| Argento | Käthe Krauß Germania            |
| Bronzo  | Fanny Blankers-Koen Paesi Bassi |

## Risultati

### 1º turno
Passano alle semifinali le prime due atlete di ogni batteria (Q).

#### Batteria 1
| Posizione | Nome                   | Nazionalità   | Tempo | Note |
| --------- | ---------------------- | ------------- | ----- | ---- |
| 1         | Stanisława Walasiewicz | Polonia       | 11"9  | Q    |
| 2         | Betty Lock             | Gran Bretagna | 12"3  | Q    |
| 3         | Anna Van Rossum        | Belgio        | 13"4  |      |
| 4         | Ella Undli             | Norvegia      | 13"6  |      |

#### Batteria 2
| Posizione | Nome         | Nazionalità | Tempo | Note |
| --------- | ------------ | ----------- | ----- | ---- |
| 1         | Käthe Krauß  | Germania    | 12"4  | Q    |
| 2         | Rózalia Nagy | Ungheria    | 13"2  | Q    |
| 3         | Ilse Uus     | Estonia     | 13"4  |      |

#### Batteria 3
| Posizione | Nome                 | Nazionalità   | Tempo | Note |
| --------- | -------------------- | ------------- | ----- | ---- |
| 1         | Fanny Blankers-Koen  | Paesi Bassi   | 12"2  | Q    |
| 2         | Audrey Brown         | Gran Bretagna | 12"3  | Q    |
| 3         | Aashild Brandvold    | Norvegia      | 13"2  |      |
| 4         | Barbara Książkiewicz | Polonia       | n/d   |      |
| 5         | Alma Parmson         | Estonia       | n/d   |      |

#### Batteria 4
| Posizione | Nome             | Nazionalità   | Tempo | Note |
| --------- | ---------------- | ------------- | ----- | ---- |
| 1         | Ida Ehrl         | Germania      | 12"3  | Q    |
| 2         | Dorothy Saunders | Gran Bretagna | 12"4  | Q    |
| 3         | Alida Niklase    | Lettonia      | 13"2  |      |
| 4         | Sarolta Fehér    | Ungheria      | 13"6  |      |

#### Batteria 5
| Posizione | Nome               | Nazionalità | Tempo | Note |
| --------- | ------------------ | ----------- | ----- | ---- |
| 1         | Martha Wretman     | Svezia      | 12"4  | Q    |
| 2         | Siegfrid Sivertsen | Norvegia    | 12"7  | Q    |
| 3         | Otylia Kałuża      | Polonia     | 13"2  |      |

#### Batteria 6
| Posizione | Nome        | Nazionalità | Tempo | Note |
| --------- | ----------- | ----------- | ----- | ---- |
| 1         | Emmy Albus  | Germania    | 12"6  | Q    |
| 2         | Ilona Balla | Ungheria    | 13"0  | Q    |

### Semifinali
Passano alle semifinali le prime tre atlete di ogni batteria (Q).

#### Semifinale 1
| Posizione | Nome                   | Nazionalità   | Tempo | Note |
| --------- | ---------------------- | ------------- | ----- | ---- |
| 1         | Stanisława Walasiewicz | Polonia       | 11"9  | Q    |
| 2         | Emmy Albus             | Germania      | 12"3  | Q    |
| 3         | Dorothy Saunders       | Gran Bretagna | 12"3  | Q    |
| 4         | Audrey Brown           | Gran Bretagna | 12"4  |      |
| 5         | Rózalia Nagy           | Ungheria      | 13"0  |      |
| 6         | Siegfrid Sivertsen     | Norvegia      | 13"0  |      |

#### Semifinale 2
| Posizione | Nome                | Nazionalità   | Tempo | Note |
| --------- | ------------------- | ------------- | ----- | ---- |
| 1         | Käthe Krauß         | Germania      | 12"0  | Q    |
| 2         | Fanny Blankers-Koen | Paesi Bassi   | 12"1  | Q    |
| 3         | Ida Ehrl            | Germania      | 12"3  | Q    |
| 4         | Betty Lock          | Gran Bretagna | 12"5  |      |
| 5         | Ilona Balla         | Ungheria      | 13"2  |      |
|           | Martha Wretman      | Svezia        | dnf   |      |

### Finale
| Pos.    | Nome                   | Nazionalità   | Tempo | Note |
| ------- | ---------------------- | ------------- | ----- | ---- |
| Oro     | Stanisława Walasiewicz | Polonia       | 11"9  |      |
| Argento | Käthe Krauß            | Germania      | 12"0  |      |
| Bronzo  | Fanny Blankers-Koen    | Paesi Bassi   | 12"0  |      |
| 4       | Dorothy Saunders       | Gran Bretagna | 12"3  |      |
| 5       | Ida Ehrl               | Germania      | 12"3  |      |
| 6       | Emmy Albus             | Germania      | 12"4  |      |